# Packard Bell
Packard Bell este un producător neerlandez de calculatoare și o filială a companiei Acer.